# Magazyn Kajakowy Wiosło
Magazyn Kajakowy WIOSŁO – polskie ilustrowane czasopismo skierowane do turystów-kajakarzy oraz wszystkich miłośników wiosłowania – od rekreacji, poprzez kwalifikowaną turystykę i organizację ambitniejszych wypraw, po sport.

## Historia
Pierwszy numer magazynu ukazał się w 2002 roku. Założycielem czasopisma i pierwszym redaktorem naczelnym, do 2010 roku, był Adam Grzegorzewski. Pismo nie ukazywało się w 2011 roku i zostało reaktywowane przez Monikę Łaskawską-Wolszczak, która pełniła funkcję redaktorki naczelnej w latach 2012–2016. Następnie zastąpiła ją Kinga Kępa (w latach 2016–2020), a obecnie funkcję redaktora naczelnego pełni znów Adam Grzegorzewski. W latach 2002–2021 ukazało się łącznie 59 numerów.
Redakcja magazynu od 2004 roku organizuje morskie spływy kajakowe z elementami szkolenia pod nazwą “Bałtyk pod wiosłem”. Kolejne edycje tych wypraw odbywały się na Morzu Bałtyckim u wybrzeży Polski, Danii (Bornholm) oraz Szwecji.
Redakcja magazynu uczestniczy w targach sportów wodnych, m.in. Warszawski Salon Jachtowy w Nadarzynie. W latach 2003–2019 Magazyn Kajakowy WIOSŁO uczestniczył w Targach Sportów Wodnych i Rekreacji WIATR I WODA w Warszawie, aktywnie angażując się w organizację programu towarzyszącego (tzw. Dzień Kajakarza).

## Nagrody
Magazyn Kajakowy WIOSŁO otrzymał następujące nagrody:
- Nagroda za popularyzację kajakarstwa przyznana przez Polski Związek Kajakowy (2003 rok)[22]
- Nagroda Prezesa Zarządu Głównego Polskiego Towarzystwa Turystyczno-Krajoznawczego za popularyzowanie polskich szlaków kajakowych (2005 rok)
- Nagroda Prezesa Wodnego Ochotniczego Pogotowia Ratunkowego za promowanie bezpieczeństwa na wodach (2010 rok)

## Główne rubryki
Treść pisma podzielona jest tematycznie na rubryki. Do głównych rubryk należą:
- Podróże małe i duże
- Sprzęt
- Relacje
- Kajakarstwo górskie
- Czytamy, oglądamy, pływamy
- Piosenki wiosłem pisane
- Wieści z kokpitu
- Na pożegnanie

W piśmie publikowane są także wywiady, porady i wspomnienia związane z tematyką magazynu.